# Dirname
dirname es una instrucción de unix. Espera que su primer argumento sea el nombre de un fichero del sistema operativo compuesto por una serie de directorios seguidos del nombre del fichero, separados por / como es habitual. dirname muestra por la salida estándar (stdout) el camino de directorios que preceden al fichero, eliminando el nombre de éste.
La sintaxis es:
dirname fich
Nota: dirname "$A" es equivalente a echo "${A##*/}"

## Ejemplo
```
dirname /dir/ec/torio/fichero.txt
/dir/ec/torio

```